# Stylephorus chordatus
Stylephorus chordatus är en fiskart som beskrevs av Shaw, 1791. Stylephorus chordatus ingår i släktet Stylephorus och familjen Stylephoridae. Inga underarter finns listade i Catalogue of Life.